# マラカイ
マラカイ（Maracay）は、ベネズエラのアラグア州の都市である。アラグア州の州都であり、最も重要な都市である。2001年の調査で人口は約75万人である。周辺地域を合わせての人口は1,767,217人（2008年）である。
工業都市であり、軍事上の要衝でもある。フアン・ビセンテ・ゴメス治下の1908年 - 1935年までは首都であった。

## 出身人物
- ボビー・アブレイユ（野球選手）
- カルロス・ギーエン（野球選手）
- ミゲル・カブレラ（野球選手）
- マーティン・プラド（野球選手）
- エルビス・アンドラス（野球選手）
- ホセ・アルトゥーベ（野球選手）
- ビクター・ガラテ（野球選手）
- ヘスス・アギラー (野球選手)
- ユルビー・アリカルト（ソフトボール選手）
- フアン・アランゴ（サッカー選手）
- パストール・マルドナド（F1ドライバー）